# Моту-Маева
«Моту-Маева» (фр. Motu Maeva) — французький документальний короткометражний фільм, знятий Морін Фазендейру. Світова прем'єра стрічки відбулась 2 липня 2014 року на фестивалі документального кіно в Марселі. Фільм розповідає про шукача пригод дватцятого століття Соню Андре, яка живе на острові Моту-Маева в самостійно побудованій оселі.

## Визнання
| Нагороди та номінації фільму «Моту-Маева» | Нагороди та номінації фільму «Моту-Маева»                    | Нагороди та номінації фільму «Моту-Маева» | Нагороди та номінації фільму «Моту-Маева» | Нагороди та номінації фільму «Моту-Маева» | Нагороди та номінації фільму «Моту-Маева» |
| Рік                                       | Кінопремія / Кінофестиваль                                   | Категорія / Нагорода                      | Номінант                                  | Результат                                 |                                           |
| ----------------------------------------- | ------------------------------------------------------------ | ----------------------------------------- | ----------------------------------------- | ----------------------------------------- | ----------------------------------------- |
| 2015                                      | Вальдівійський міжнародний кінофестиваль                     | Ґран-прі                                  | «Моту-Маева»                              | Перемога                                  |                                           |
| 2015                                      | Туйський міжнародний фестиваль документального кіно Play-Doc | Приз журі                                 | «Моту-Маева»                              | Перемога                                  |                                           |
| 2015                                      | Брив-ла-Гаярдський кінофестиваль                             | Ґран-прі Європи                           | «Моту-Маева»                              | Перемога                                  |                                           |
| 2015                                      | Фестиваль документального кіно Doclisboa                     | Найкращий португальський фільм            | «Моту-Маева»                              | Перемога                                  |                                           |